# Saint-Symphorien (Gironde)
Saint-Symphorien település Franciaországban, Gironde megyében. Lakosainak száma 1825 fő (2022. január 1.). Saint-Symphorien Origne, Balizac, Bourideys, Louchats, Saint-Léger-de-Balson, Le Tuzan, Argelouse, Mano, Sore és Belhade községekkel határos.

## Népesség
A település népessége az elmúlt években az alábbi módon változott:
| Lakosok száma | 1385 | 1414 | 1396 | 1527 | 1806 | 1832 | 1837 | 1831 | 1819 | 1825 |
|               | 1968 | 1982 | 1990 | 2006 | 2013 | 2015 | 2017 | 2019 | 2020 | 2022 |